# Capó carablanc
El capó carablanc (Plegadis chihi) és una espècie d'ocell de la família dels tresquiornítids (Threskiornithidae).

## Hàbitat i distribució
Viu en aiguamolls, pantans, llacs i llacunes, localment a diferents indrets dels Estats Units i Mèxic. També habita al sud-est de Bolívia, el Paraguai, Uruguai, sud del Brasil i nord i centre de l'Argentina.